# Lucien Huteau
Pour les articles homonymes, voir Huteau.
Lucien Paul Noël Huteau, né le 26 mai 1878 à Paris 8e et mort le 16 février 1975 à Ercuis, est un footballeur français.

## Carrière
Employé de commerce et fils du secrétaire du Club français, Lucien Huteau évolue au club parisien lorsqu'il est appelé pour faire partie de l'équipe olympique de l'USFSA représentant la France au tournoi de football aux Jeux olympiques de 1900 à Paris. Réputé comme l'un des meilleurs gardiens de but d'avant-guerre,,,,, Huteau joue les deux matchs contre les équipes anglaise et belge. La France sera a posteriori médaillée d'argent, la compétition étant à la base une démonstration.

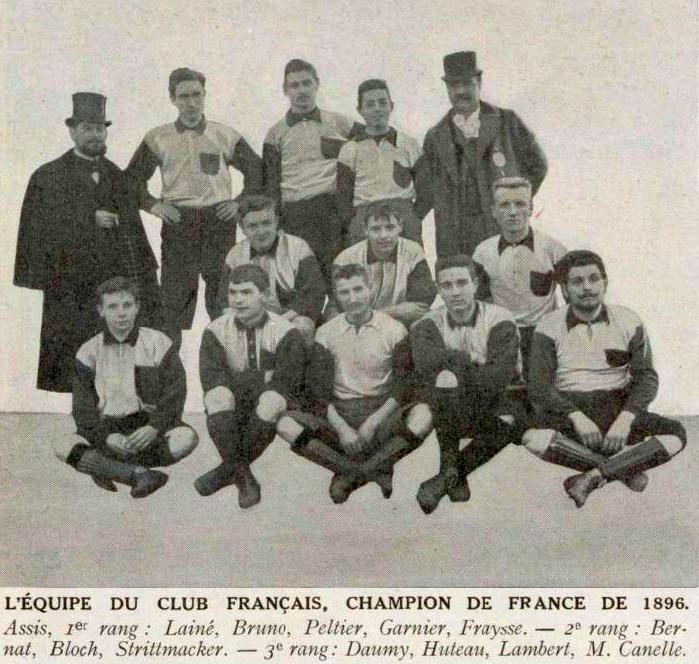
Huteau (dernier rang, au centre) en 1896, champion de France USFSA avec le Club français.
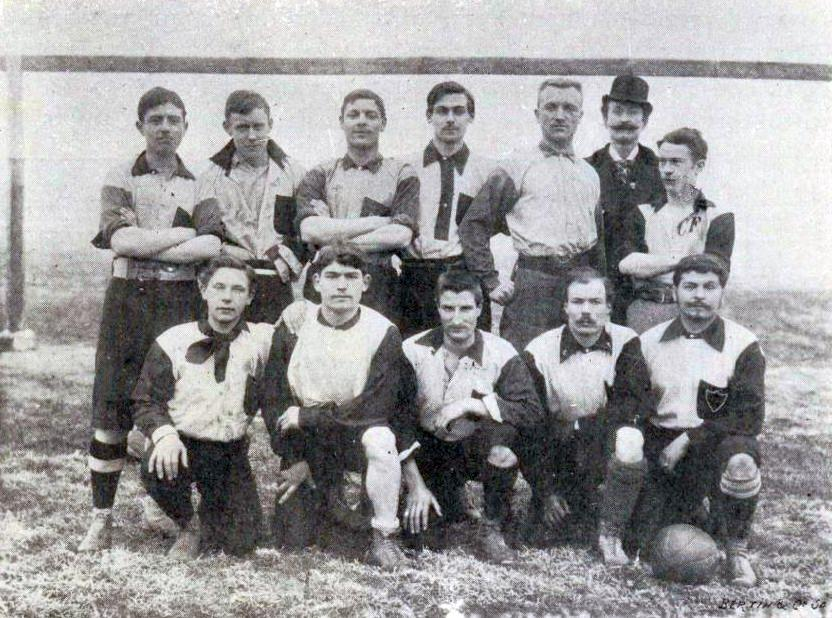
Le Club français en décembre 1897. Huteau est le 3e debout depuis la gauche.
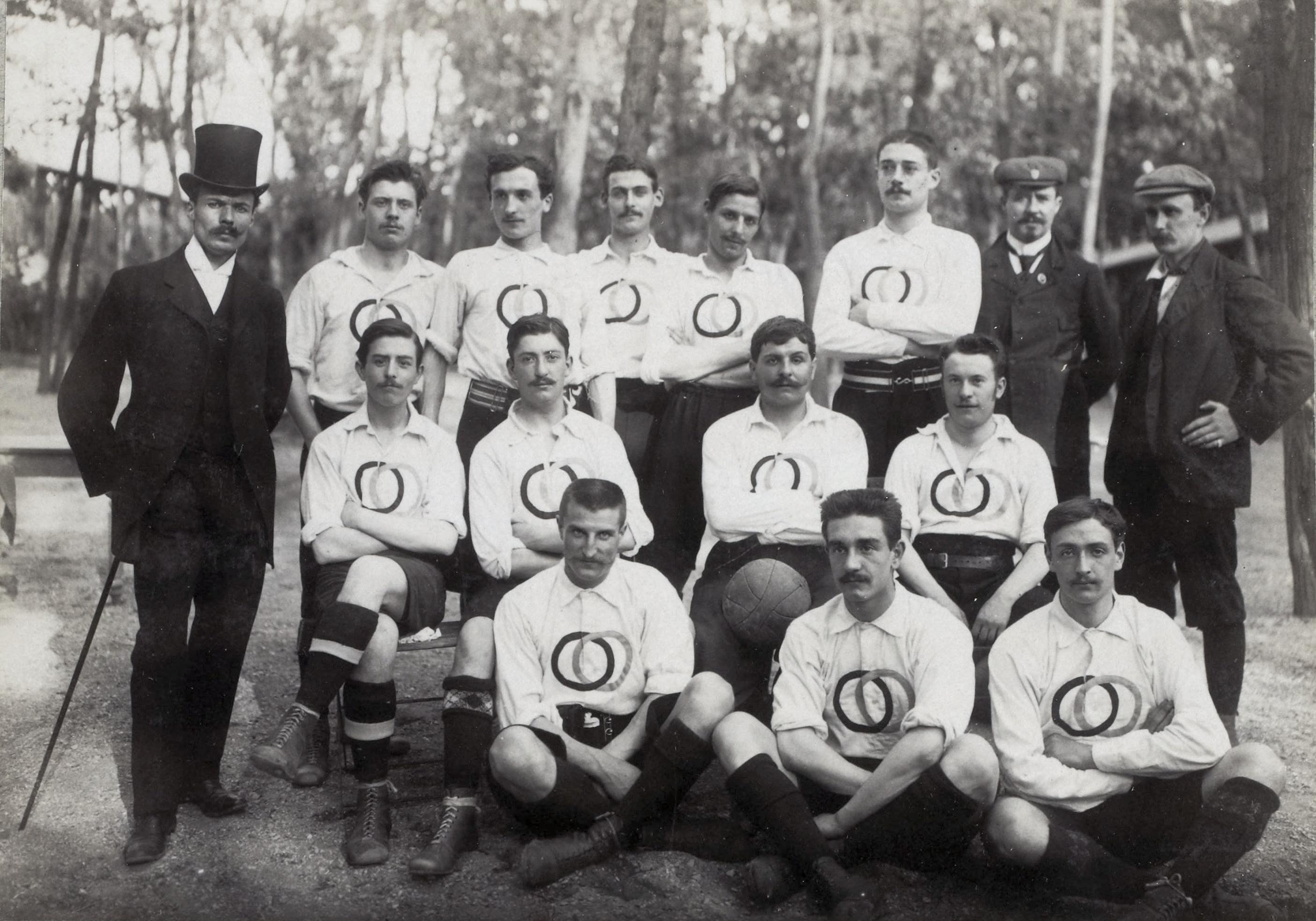
La sélection française aux J.O. de 1900. Huteau est debout à gauche.

Retiré des terrains avant 1905,, Huteau est président de la Commission d'association [football] du Comité de Paris pour la saison 1908–1909.
Rappelé à l'activité militaire au déclenchement de la Première Guerre mondiale, Huteau rejoint le 24e régiment d'infanterie territoriale avant de passer au 19e escadron du train, détaché à la mission militaire française près l'armée britannique comme interprète. Il est décoré de la médaille commémorative de la Grande Guerre et de la médaille de la Victoire.

## Palmarès
- Champion de France USFSA : 1896 (Club français)[11]
- Vice-champion olympique : 1900 (sélection de l'USFSA)
- Coupe Manier 1900